# Таласемтан
Национальный парк «Таласемтан» (араб. منتزه تلاسمطان الوطني‎, фр. Le parc national de Talassemtane) — национальный парк в регионе Эр-Риф на севере Марокко. Является частью Средиземноморского биосферного резервата.

## История
Объект добавлен в Предварительный список Всемирного наследия ЮНЕСКО 12 октября 1998 года в «природной» категории. Национальный парк создан в октябре 2004 года для сохранения последних находящихся под угрозой исчезновения пихтовых лесов Марокко.

## География
Площадь национального парка составляет 589,5 км². Его высота над уровнем моря колеблется от 350 до 1050 м.

### Туризм

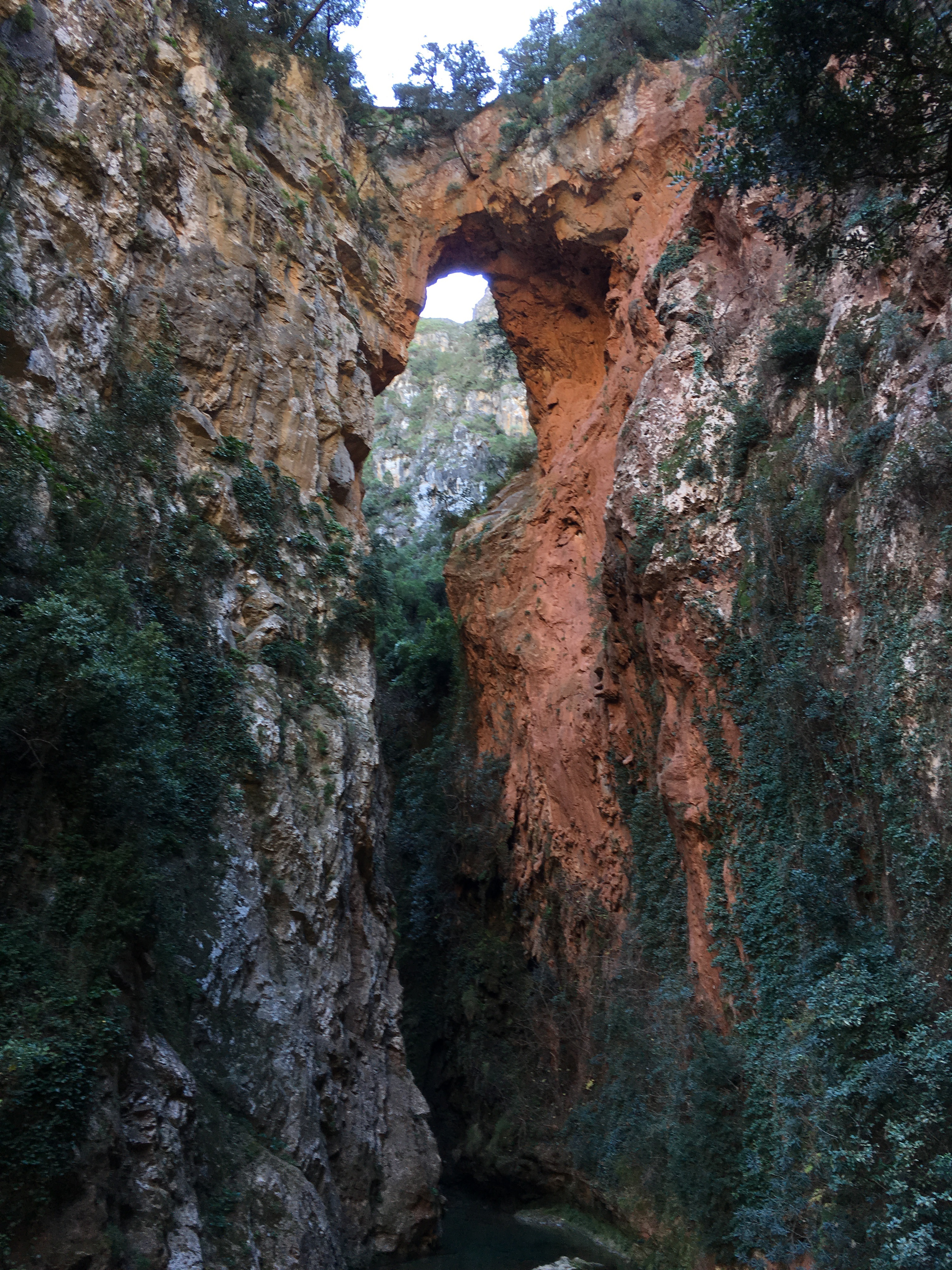
Мост Бога. Национальный парк «Таласемтан»

Близость парка к «синему городу» Шефшауэну делает Таласемтан популярным местом для пеших походов. Достопримечательности национального парка включают мост Бога, естественное образование в виде моста, а также деревни Эль-Калаа и Акшур.

### Флора и фауна
Парк расположен в рамках испанского/магрибского очага биоразнообразия. Зарегистрировано более 1380 видов растений, 47 из которых являются эндемиками Марокко. Произрастающая в парке пихта испанская находится под самой высокой степенью защиты. Кроме того, здесь встречается атласский кедр и красавка бетийская.
В национальном парке замечены бородач и более 100 других птиц. Парк был признан организацией BirdLife International ключевой орнитологической территорией (IBA), поскольку здесь обитают значительные популяции берберийской каменной куропатки, красношейного козодоя, Левайлантова зелёного дятла, субальпийской и средиземноморской славки, чёрного скворца, горихвостки Муссье, а также чёрно-пегой и белохвостой каменки. Здесь также можно увидеть берберскую обезьяну, средиземноморскую черепаху и многочешуйного халцида.